# Nelli Zhiganshina
Nelli Nailjevna Zjigansjina (Russisch: Нелли Наильевна Жиганшина) (Moskou, 31 maart 1987), beter bekend als Nelli Zhiganshina, is een Russisch-Duits voormalig kunstschaatsster die actief was in de discipline ijsdansen. Ze nam met de Duitser Alexander Gazsi deel aan de Olympische Spelen in Sotsji, waar het paar elfde werd bij het ijsdansen en achtste met het Duitse team.

## Biografie
Zhiganshina begon in 1991 met kunstschaatsen. Vanaf twaalfjarige leeftijd richtte ze zich op het ijsdansen. Haar vijf jaar jongere broer Roeslan was eveneens kunstschaatser en nam met zijn eerdere schaatspartner Viktoria Sinitsina deel aan de Spelen in Sotsji.
De Russische Zhiganshina schaatste tot eind 2004 met haar landgenoot Denis Bazdyrev. De twee vertegenwoordigden Rusland op vier Junior Grand Prix-wedstrijden. In juni 2005 maakte Zhiganshina in Moskou kennis met de Duitser Alexander Gazsi, waarna ze besloot met hem voor Duitsland te gaan schaatsen. Zhiganshina en Gazsi trainden de eerste jaren voornamelijk in Moskou; enkel in de zomers waren ze in Duitsland. De resultaten vielen in het begin echter tegen. Nadat ze in 2009 voor de tweede keer op rij de EK en de WK misliepen, overwogen ze te stoppen met kunstschaatsen en wilden ze met een showballet meedoen. Toch besloten ze nog niet op te geven en ze verhuisden terug naar Duitsland om daar hun training voort te zetten. Van 2011 tot en met 2015 veroverden ze de Duitse nationale titel bij het ijsdansen. Het seizoen 2012/13 was hun succesvolste jaar toen ze zesde werden bij de EK 2013 en tiende bij de WK 2013. Zhiganshina slaagde in 2011 voor een Duits inburgeringsexamen en vulde formulieren in om afstand te doen van haar Russische nationaliteit. In 2013 gaf Rusland hier toestemming voor, zodat ze officieel de Duitse nationaliteit aan mocht vragen. Zhiganshina en Gazsi konden hierdoor in 2014 deelnemen aan de Olympische Winterspelen in Sotsji, waar ze elfde werden bij het ijsdansen en achtste met het Duitse team. In 2015 beëindigden ze hun sportieve carrière.

## Belangrijke resultaten
2002-2005 met Denis Bazdyrev (voor Rusland uitkomend), 2005-2015 met Alexander Gazsi (voor Duitsland uitkomend)
| Kampioenschap           | 02/03 | 03/04 | 04/05 |               | 05/06         | 06/07         | 07/08         | 08/09         | 09/10         | 10/11         | 11/12         | 12/13         | 13/14         | 14/15 |
| ----------------------- | ----- | ----- | ----- | ------------- | ------------- | ------------- | ------------- | ------------- | ------------- | ------------- | ------------- | ------------- | ------------- | ----- |
| Olympische Spelen       |       |       |       |               |               |               |               |               |               |               |               | 11e 8e (team) |               |       |
| Wereldkampioenschap     |       |       |       |               | 18e           | 18e           |               |               | 11e           | 11e           | 10e           | 11e           | t.z.t.        |       |
| Europees kampioenschap  |       |       |       |               | 16e           |               |               |               | 7e            | 8e            | 6e            | 7e            | 7e            |       |
| Nationaal kampioenschap |       |       |       | Brons         | Goud          | Zilver        | Zilver        | Brons         | Goud          | Goud          | Goud          | Goud          | Goud          |       |
| NK junioren             | 7e    | 5e    | 9e    | geen deelname | geen deelname | geen deelname | geen deelname | geen deelname | geen deelname | geen deelname | geen deelname | geen deelname | geen deelname |       |